# Fairhaven (Washington)

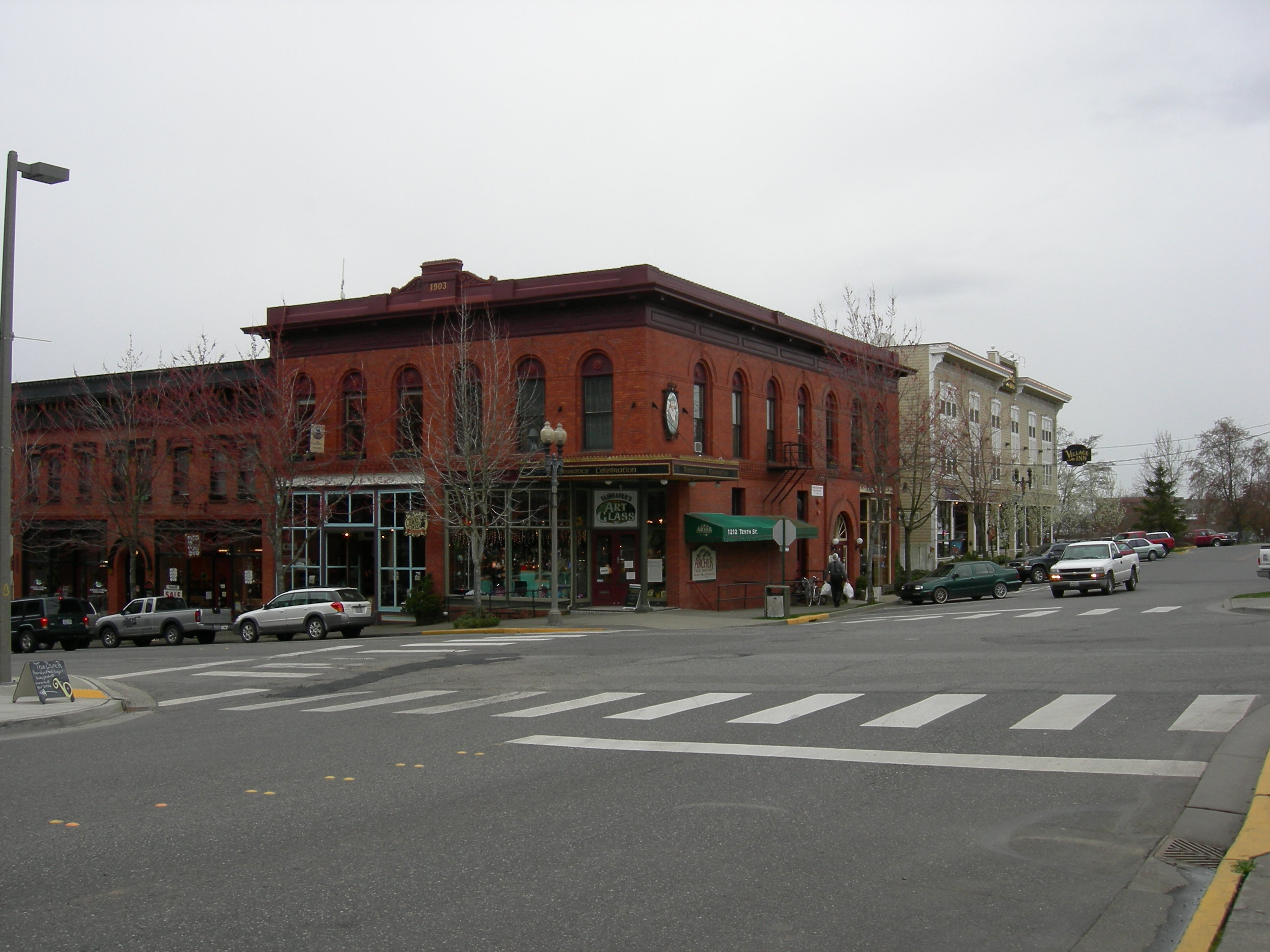
Jedna z historických budov v jádru Fairhavenu.

Fairhaven (nebo také Fairhaven Village) bylo město založené v roce 1880, které je nyní částí města Bellingham ve státě Washington, USA. Leží na jižní části města a hraničí s Bellinghamovým zálivem na západě a univerzitou Western Washington University na severovýchodě. V centru se nachází fairhavenská historická část, která patří do Národního rejstříku historických míst. Nachází se zde sezónní farmářský trh a mnohé restaurace a obchody. Historické centrum je oblíbenou turistickou atrakcí. Je požadováno, aby všechny nově postavené budovy v historickém centru vzhledově odpovídaly historickým budovám z devatenáctého století.
Fairhaven je nejjižnějším koncem Aljašské námořní dálnice, aljašského státního systému trajektů a jiných lodí. Stejný terminál využívá i společnost Victoria/San Juan Cruises, která provozuje trajekty na souostroví svatého Jana a do kanadské Victorie. Nedaleko terminálu se nachází Fairhaven Station, malý dopravní uzel, který slouží jako zastávka vlaku Amtrak Cascades a autobusů společnosti Greyhound. Spojení na zastávku poskytuje místní taxi a městská hromadná doprava Whatcom Transport Authority, která navíc nedávno zvýšila frekvenci svých spojů do Bellinghamu na každých patnáct minut. Každý letní víkend je ve Fairhavenu aktivní venkovní kino.
Bellingham byl oficiálně začleněným městem v roce 1890. V roce 1903 se po referendu spojil s dvěma sousedními městy, Whatcom a Sehome, za vzniku Bellinghamu.